# Ciclismo ai Giochi della XXXIII Olimpiade - Velocità a squadre femminile
Le gare di velocità a squadre femminile ai Giochi della XXXIII Olimpiade di Parigi si sono svolte il 5 agosto 2024 presso il Velodromo di Saint-Quentin-en-Yvelines di Montigny-le-Bretonneux. Alla competizione hanno preso parte 24 atlete in rappresentanza di 8 nazioni.
La squadra britannica, composta da Katy Marchant, Sophie Capewell e Emma Finucane, ha vinto la competizione, aggiudicandosi la medaglia d'oro, mentre la squadra neozelandese e quella tedesca hanno ottenuto rispettivamente la medaglia d'argento e di bronzo.

## Qualificazioni
Per le gare di ciclismo su pista delle Olimpiadi di Parigi 2024 erano disponibili 190 posti, con una egual divisione tra uomini e donne. Ogni CON aveva la possibilità di far qualificare un massimo di quattordici atleti, con una specifica divisione in base al tipo di evento.
Tutte le quote sono state attribuite sulla base dei punteggi ottenuti nell'UCI Track Olympic Ranking nel periodo 2022-2024. La classifica UCI Track Olympic 2022-2024 sarà data dal totale dei punti guadagnati nelle ultime due edizioni dei rispettivi Campionati Continentali, negli UCI Track Nations Cup nelle stagioni 2023 e 2024 e ai Campionati Mondiali su pista UCI del 2023.

## Formato di gara e regolamento
La gara di velocità a squadre femminile consiste in una gara di tre giri (750 m) tra due squadre composte da tre ciclisti ciascuna, le quali partono da lati opposti della pista. Ogni membro deve fare da guida per uno dei giri. Il tempo della squadra viene misurato in base al traguardo tagliato dall'ultimo ciclista. In caso di parità, spareggerà il miglior tempo sull'ultimo giro di pista.
La competizione si svolge in tre turni:
- Qualificazioni: nelle qualificazioni le squadre scendono in pista a due a due per stabilire, analogamente ad una comune gara a cronometro, il loro tempo di qualifica.
- Semifinale: gli incontri si basano sulle classifiche dei tempi di qualificazione delle squadre: n. 1 contro 8, n. 2 contro 7, n. 3 contro 6 e n. 4 contro 5.
- Finale: le due squadre più veloci delle semifinali, avanzano alla corsa per la medaglia d'oro, mentre le due successive competono per il bronzo. Ci saranno anche la finale per il 5º-6º posto e quella per il 7º-8º posto.[8][9]

## Record
Prima della competizione il record del mondo e il record olimpico erano i seguenti:
| Record          | Record        | Record        | Record                       |
| --------------- | ------------- | ------------- | ---------------------------- |
| Record mondiale | 45"487        | Cina          | 26 giugno 2024 Luoyang, Cina |
| Record olimpico | Non stabilito | Non stabilito | Non stabilito                |

## Partecipanti
| Nazione       | Cicliste                                                                 |
| ------------- | ------------------------------------------------------------------------ |
| Canada        | Lauriane Genest Kelsey Mitchell Sarah Orban                              |
| Cina          | Bao Shanju Guo Yufang Yuan Liying                                        |
| Germania      | Lea Friedrich Pauline Grabosch Emma Hinze                                |
| Gran Bretagna | Sophie Capewell Emma Finucane Katy Marchant                              |
| Messico       | Daniela Gaxiola Jessica Salazar Yuli Verdugo                             |
| Nuova Zelanda | Ellesse Andrews Shaane Fulton Rebecca Petch                              |
| Paesi Bassi   | Kyra Lamberink Lisa van Belle (R) Hetty van de Wouw Steffie van der Peet |
| Polonia       | Florian Grengbo Rayan Helal Sébastien Vigier                             |
| Fonte:        |                                                                          |

## Programma
| Data          | Ora (UTC+2) | Turno          |
| ------------- | ----------- | -------------- |
| 5 agosto 2024 | 17:00       | Qualificazioni |
| 5 agosto 2024 | 18:55       | Primo turno    |
| 5 agosto 2024 | 19:46       | Finali         |
| Fonte:        |             |                |

## Risultati

### Qualificazioni
| Pos.   | Nazione                                                           | Tempo  | Note            |
| ------ | ----------------------------------------------------------------- | ------ | --------------- |
| 1      | Gran Bretagna Katy Marchant Sophie Capewell Emma Finucane         | 45"472 | Record mondiale |
| 2      | Nuova Zelanda Rebecca Petch Shaane Fulton Ellesse Andrews         | 45"593 |                 |
| 3      | Germania Pauline Grabosch Emma Hinze Lea Friedrich                | 45"644 |                 |
| 4      | Paesi Bassi Kyra Lamberink Hetty van de Wouw Steffie van der Peet | 46"086 |                 |
| 5      | Cina Guo Yufang Bao Shanju Yuan Liying                            | 46"458 |                 |
| 6      | Messico Jessica Salazar Yuli Verdugo Daniela Gaxiola              | 46"587 |                 |
| 7      | Polonia Marlena Karwacka Urszula Łoś Nikola Sibiak                | 47"284 |                 |
| 8      | Canada Sarah Orban Lauriane Genest Kelsey Mitchell                | 47"578 |                 |
| Fonte: |                                                                   |        |                 |

### Primo turno
| Batteria | Pos. | Nazione                                                           | Tempo  | Note |
| -------- | ---- | ----------------------------------------------------------------- | ------ | ---- |
| 1        | 1    | Paesi Bassi Kyra Lamberink Hetty van de Wouw Steffie van der Peet | 45"798 | QB   |
| 1        | 2    | Cina Guo Yufang Bao Shanju Yuan Liying                            | 46"362 |      |
| 2        | 1    | Germania Pauline Grabosch Emma Hinze Lea Friedrich                | 45"377 | QB   |
| 2        | 2    | Messico Jessica Salazar Yuli Verdugo Daniela Gaxiola              | 46"198 |      |
| 3        | 1    | Nuova Zelanda Rebecca Petch Shaane Fulton Ellesse Andrews         | 45"348 | QG   |
| 3        | 2    | Polonia Marlena Karwacka Urszula Łoś Nikola Sibiak                | 47"022 |      |
| 4        | 1    | Gran Bretagna Katy Marchant Sophie Capewell Emma Finucane         | 45"338 | QG,  |
| 4        | 2    | Canada Sarah Orban Lauriane Genest Kelsey Mitchell                | 46"816 |      |
| Fonte:   |      |                                                                   |        |      |

### Finali
| Pos.                      | Nazione                                                           | Tempo  | Note            |
| ------------------------- | ----------------------------------------------------------------- | ------ | --------------- |
| Finale medaglia d'oro     |                                                                   |        |                 |
| Oro                       | Gran Bretagna Katy Marchant Sophie Capewell Emma Finucane         | 45"186 | Record mondiale |
| Argento                   | Nuova Zelanda Rebecca Petch Shaane Fulton Ellesse Andrews         | 45"659 |                 |
| Finale medaglia di bronzo |                                                                   |        |                 |
| Bronzo                    | Germania Pauline Grabosch Emma Hinze Lea Friedrich                | 45"400 |                 |
| 4                         | Paesi Bassi Kyra Lamberink Hetty van de Wouw Steffie van der Peet | 45"690 |                 |
| Finale quinto posto       |                                                                   |        |                 |
| 5                         | Messico Jessica Salazar Yuli Verdugo Daniela Gaxiola              | 46"251 |                 |
| 6                         | Cina Guo Yufang Bao Shanju Yuan Liying                            | 46"572 |                 |
| Finale settimo posto      |                                                                   |        |                 |
| 7                         | Polonia Marlena Karwacka Urszula Łoś Nikola Sibiak                | 47"175 |                 |
| 8                         | Canada Sarah Orban Lauriane Genest Kelsey Mitchell                | 43"944 |                 |
| Fonte:                    |                                                                   |        |                 |